# シャルトルのベルナルドゥス
シャルトルのベルナルドゥス（羅: Bernardus Carnotensis、1124以降に没）あるいはシャルトルのベルナール（仏: Bernard de Chartres）は、12世紀フランスのネオプラトニズム哲学者、学者、管理者。

## 生涯
生誕年月日・出生地は不明である。ブルターニュ出身でシャルトルのティエリの兄だと考えられていたが、研究によりこれに疑問が投げかけられてきた。ベルナルドゥスがシャルトル大聖堂付属学校に属していたことが1115年に記録されており、また、1124年まで学長を務めていた。しかし1124年以降もベルナルドゥスが存命であったことを示す史料は存在しない。

## 典拠
ギルベルトゥス・ポレタヌスおよびコンシュのギヨームがベルナルドゥスの弟子であり、ソールズベリーのヨハネスのみならず彼ら2人の著作を通じてもベルナルドゥスの業績に関する知見が得られている。ソールズベリーのヨハネスによれば、ベルナルドゥスは散文体の論考『ポルピュリオス講解』（羅:De expositione Porphyrii）、同じ主題に関する韻文の論考、教育的な道徳詩、そしておそらくプラトンとアリストテレスを調停しようと試みる4番目の著作も書いた。これらの著作の断片がヨハネスの『メタロギコン』(IV, 35)および『ポリクラティクス』(VII, 3)に引用されている。歴史学者バルテルミ・オーレオーはシャルトルのベルナルドゥスとベルナルドゥス・シルウェストリスを混同し、後者に帰されるべき著作を前者のものとした。
巨人の肩の上の成句が最も早く帰されたのはベルナルドゥスに対してである（ソールズベリーのヨハネスによる）。
我々[現代人]は巨人[古代人]の肩の上に立つ小人のようなものであり、それゆえ我々は昔より多くのものを、より遠くのものを見ることができるのだとシャルトルのベルナルドゥスはよく言ったものだった。そしてこれは我々の視力の精確さや我々の身体の優秀さによるものでは全くなく、巨人の大きさによって上に運ばれ高められているからなのだ。

## 教説
ベルナルドゥスは彼の学派に属する人々と共通して、アリストテレスの弁証的な論考やボエティウスの注釈よりも『ティマイオス』とネオプラトニズムの文献の研究に大きな関心を払った。結果的に、彼は普遍（抽象、過程や具体的に示されたものを区別する。例えばラテン語単語albedo, albet, や albumを区別する）の問題を論じるのみならず、形而上学や宇宙論にも意を割くこととなった。

### 形而上学
ベルナルドゥスによれば、実在には三つの範疇がある: 神、質料、イデアである。神は至上の実在である。質料は神の創造の業によって無からもたらされ、イデアと結合することで感覚的事物の世界を構成する。イデアはそれによって世界が神意に対する永久の現在から生まれてきた元型である; イデアは摂理の世界を構成しており（"in qua omnia semel et simul fecit Deus"）、永遠の存在ではあるが神と共に永遠というわけではない。ソールズベリーのヨハネスによれば、質料と共に創造されたイデアのコピーである土着の形相が存在し、それが質料と結合するのだともベルナルドゥスは説いていたという。しかしながら、この問題に関してベルナルドゥスが本当に主張していたのはどういうことであったかを決定するのは難しい。彼は自身の形而上学的教説の中で多くのプラトニズム・ネオプラトニズムに特徴的な主張―イデアの居留地としての知性、宇宙霊魂、永遠の質料、不完全性の淵源たる質料など―を再生産していたのだと述べれば十分である。

### 宇宙論
質料は神によりもたらされたのではあるが、永久に昔から存在していたのだ、とベルナルドゥスは主張した。始めに、イデアと結合する以前に、質料は混沌とした状態で存在した。区別・秩序・規則・順序といったものが世界にもたらされたのは、土着の形相が質料に入り込んだことによる。

## プラトン『ティマイオス』の注釈
ポール・エドワード・ダットンはプラトン『ティマイオス』の一連の注釈がベルナルドゥスに帰されなければいけないことを示した。ダットンにより編集されたそれらの注釈は、ベルナルドゥスの唯一の現存する著作である。

## 著作
- The Glosae super Platonem of Bernard of Chartres, edited with an introduction by Paul Edward Dutton, Toronto 1991. ISBN 0-88844-107-X

### 訳書
- 『キリスト教神秘主義著作集2 ベルナール』金子晴勇訳、教文館、2005年。ISBN 978-4764232020